# 松阳天主教堂
松阳天主教堂位于中国浙江省丽水市松阳县西屏街道申亭弄，始建于清光绪年间，现存圣堂、神父楼和办公生活用房，均为建于清-民国初年的仿欧式建筑，为丽水市唯一保存完好的天主教堂。圣堂坐北朝南，通面阔10.2米，进深35.5米，拱形顶，梅瓣形柱头饰宗教图案，粉壁长窗。